# Петриковский историко-краеведческий музей
Петриковский историко-краеведческий музей (бел. Петрыкаўскі гісторыка-краязнаўчы музей) — музей в Петрикове Гомельской области Беларуси. Открыт для посетителей с марта 2008 года.

## Описание
Музей основан в соответствии с решением Петриковского райисполкома от 27 декабря 2006 года № 1112. Открыт для посетителей с марта 2008 года.
Расположен в двухэтажном кирпичном здании около очень живописной местности: из окон открывается чрезвычайно красивый вид на берега Припяти, обширные пространства заливных лугов, высоких берегов и лесов Приречной зоны. Рядом с музеем когда-то располагался замок XVI века, построенный местным князем Юрием Олельковичем.
Общая площадь занимает 157 м². Из них экспозиционные залы — 58,2 м², выставочные — 37,4 м².

## Экспозиции
Экспозиция раскрывает две темы: одна из них посвящена археологии и этнографии Петриковщины, вторая — Великой Отечественной войне и войне в Афганистане.
На втором этаже располагаются залы для временных выставок.

## Филиал
С 1 октября 2014 года у музея появился филиал — Дом-музей деда Талаша. Этот музей был открыт 7 ноября 1989 года в бывшей усадьбе знаменитого белорусского партизана Василия Исааковича Талаша (деда Талаша), построенной им в 1918—1920 годы, в 9 километрах от Петрикова в д. Новосёлки Петриковского сельсовета (ул. Набережная, 24). Экспозиция посвящена национальному герою деду Талашу и партизанскому движению в Беларуси.
Экспозиционная площадь филиала — 63 м². В экспозиции выставлены 290 предметов основного фонда и 99 научно-вспомогательного. Всего в музее по состоянию на 2011 год насчитывается 494 единиц основного фонда и 359 — научно-вспомогательного.
Экспозиции имеют разделы:
- Семья деда Талаша
- Дед Талаш и односельчане
- 125—130-е партизанские бригады